# اورنگ (نیک‌شهر)
اورنگ (نیک‌شهر)، روستایی از توابع بخش مرکزی شهرستان نیک‌شهر در استان سیستان و بلوچستان ایران است.

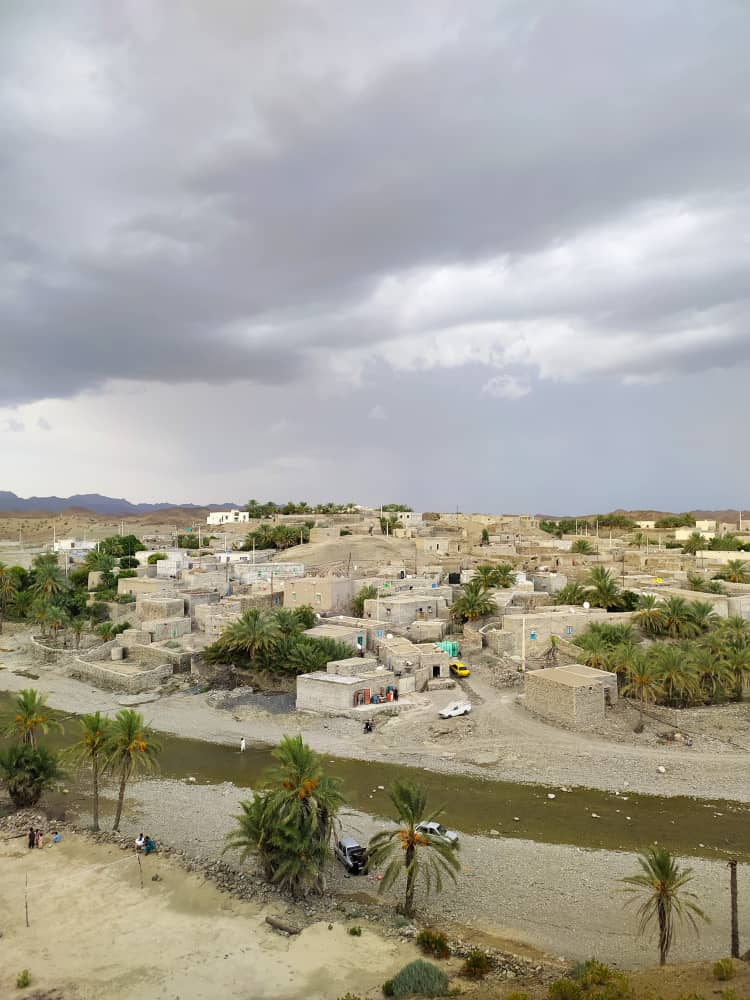
نمایی زیبا از روستای اورنگ

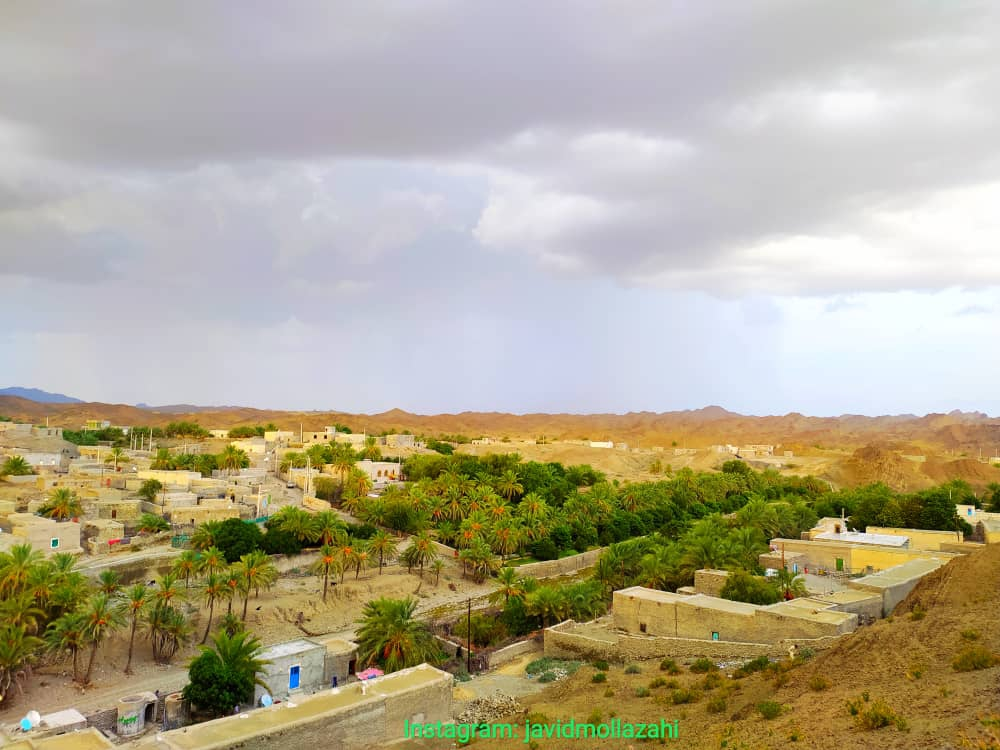
نمایی زیبا از روستای اورنگ

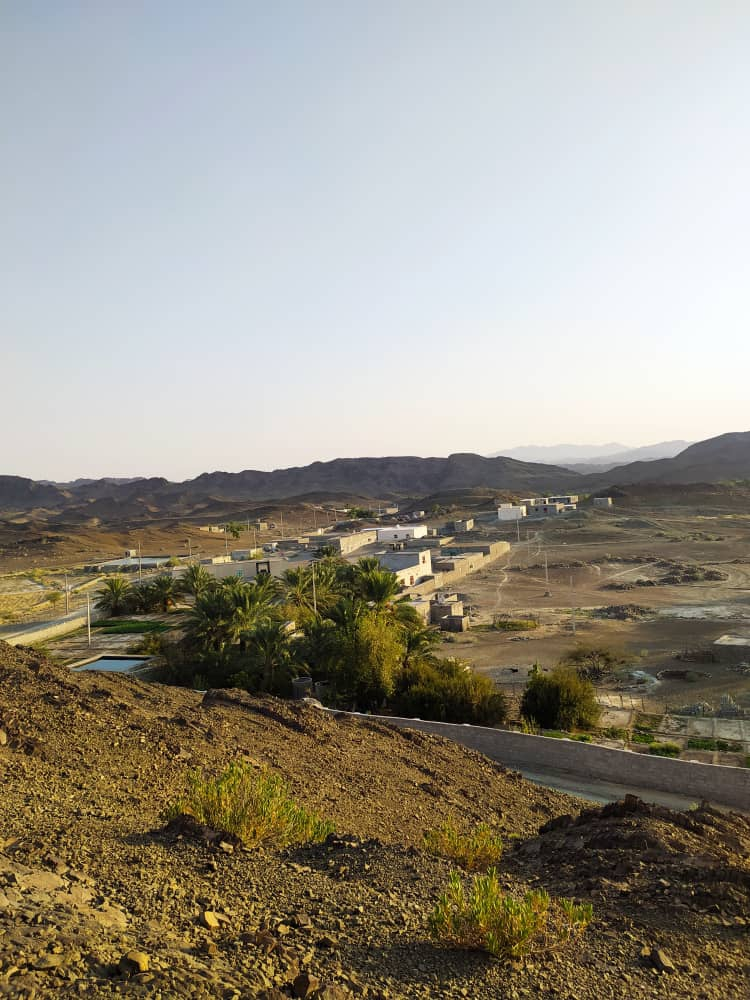
نمایی زیبا از روستای اورنگ

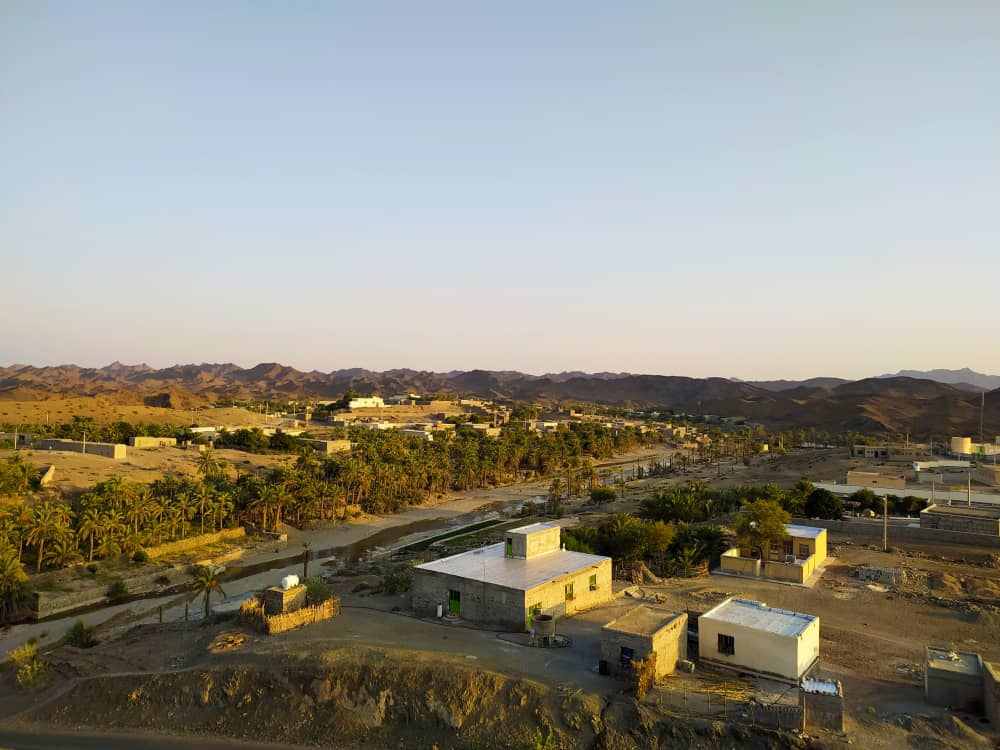
نمایی زیبا از روستای اورنگ

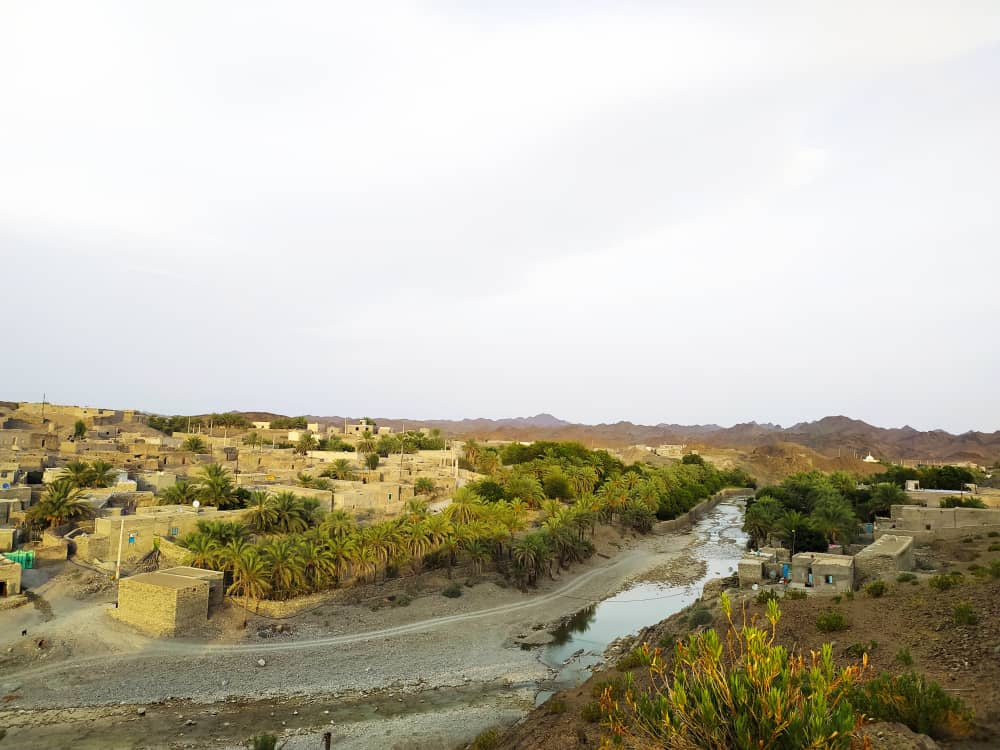
نمایی زیبا از روستای اورنگ

## جمعیت
روستای اورنگ دربخش مرکزی شهرستان نیکشهر و در دهستان مهبان قرار دارد و براساس سرشماری مرکز آمار ایران در سال ۱۳۹۵، جمعیت آن ۷۷۲ نفر (۲۱۶ خانوار) بوده‌است.